# مهرجان ايستيدود الوطني الويلزي
يعد مهرجان ايستيدود الوطني الويلزي (الويلزية: Eisteddfod Genedlaethol Cymru) الأهم من بين العديد من مهرجانات الايستيدفود التي تقام سنويًا، معظمها في ويلز. تعتبر أيامه الثمانية من المسابقات والعروض أكبر مهرجان للموسيقى والشعر في أوروبا. يبلغ عدد المتسابقين عادة 6000 متسابق أو أكثر، ويتجاوز إجمالي الحضور بشكل عام 150.000 زائر. أقيم حفل ايستيدفود 2018 في خليج كارديف. في عام 2020، أقيم الحدث فعليًا تحت اسم أمجين وأقيمت الأحداث على مدى أسبوع واحد.

## التاريخ

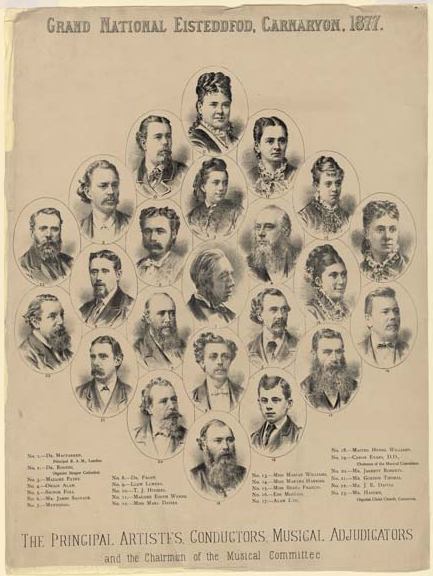
إعلان عن ايستيدفود الوطنية الكبرى في كارنارفون، 1877

يقول متحف ويلز الوطني إن «تاريخ ايستيدفود يرجع إلى مسابقة بارديك أقامها اللورد ريس في قلعة كارديجان عام 1176»،
في عام 1940، خلال الحرب العالمية الثانية، لم يتم احتجاز ايستيدفود، خوفًا من أن يكون هدفًا للقصف. وبدلاً من ذلك، قامت هيئة الإذاعة البريطانية ببث برنامج إذاعي ايستيدفود، وتم منح ولي العهد ميدالية الأدب (على عكس وسام النثر المعتاد).
في عام 1950، تم وضع قاعدة جديدة تتطلب إقامة جميع المسابقات في ويلز. ومع ذلك، فإن إعدادات الكتلة باللغة اللاتينية مسموح بها وقد تم استخدام هذا بشكل مثير للجدل للسماح بالحفلات الموسيقية التي تضم عازفين منفردين دوليين.
في السنوات الأخيرة، بُذلت جهود لجذب المزيد من المتحدثين غير الويلزيين إلى الحدث، حيث ذكر الموقع الرسمي «الجميع مرحب بهم في ايستيدفود، بغض النظر عن اللغة التي يتحدثون بها». يقدم ايستيدفود لافتات ثنائية اللغة وترجمة فورية للعديد من الأحداث من خلال سماعات الرأس اللاسلكية. هناك أيضًا منطقة للمتعلمين الويلزيين تسمى مايس. ساعدت هذه الجهود في زيادة عمليات الاستيلاء، وأبلغت ايستيدفود لعام 2006 عن ربح يزيد عن 100000 جنيه إسترليني، على الرغم من تكلفتها 2.8 مليون جنيه إسترليني. يجذب ايستيدفود حوالي 160.000 شخص سنويًا. اجتذب معرض ايستيدفود الوطني في كارديف (2008) حشودًا قياسية، حيث حضر أكثر من 160.000 زائر.
أجل ايستيدفود 2020 الدولي لمدة 12 شهرًا بسبب جائحة كوفيد-19. كانت هذه هي السنة الأولى التي لم يحدث فيها ايستيدفود منذ عام 1914، عندما تم إلغاء الحدث في وقت قصير بسبب اندلاع الحرب العظمى.

### الحضور
| السنة | اجمالي الحضور | خسارة الأرباح |
| ----- | ------------- | ------------- |
| 2002  | 144,220       | -             |
| 2003  | 176,402       | +£3,000       |
| 2004  | 147,785       | -£291,000     |
| 2005  | 157,820       | +£220,000     |
| 2006  | 155,437       | +£100,000     |
| 2007  | 154,944       | +£4,324       |
| 2008  | 156,697       | +£38,000      |
| 2009  | 164,689       | +£145,000     |
| 2010  | 136,933       | -£47,000      |
| 2011  | 148,892       | -£90,000      |
| 2012  | 138,767       | +£50,000      |
| 2013  | 153,704       | +£76,000      |
| 2014  | 143,502       | +£90,000      |
| 2015  | 150,776       | +£54,721      |
| 2016  | 140,229       | +£6,000       |
| 2017  | 147,498       | +£93,200      |
| 2018  | ~500,000      | -£290,000     |
| 2019  | 150,000       | -£158,982     |

## الملخص

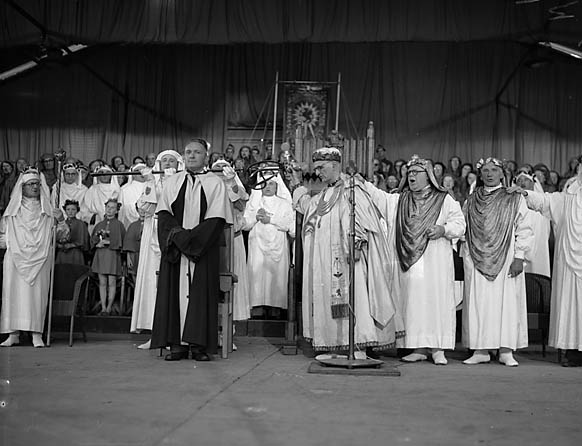
حفل ترؤس 1958 ايستيدفود الوطني؛ الشاعر الفائز لوين جونس

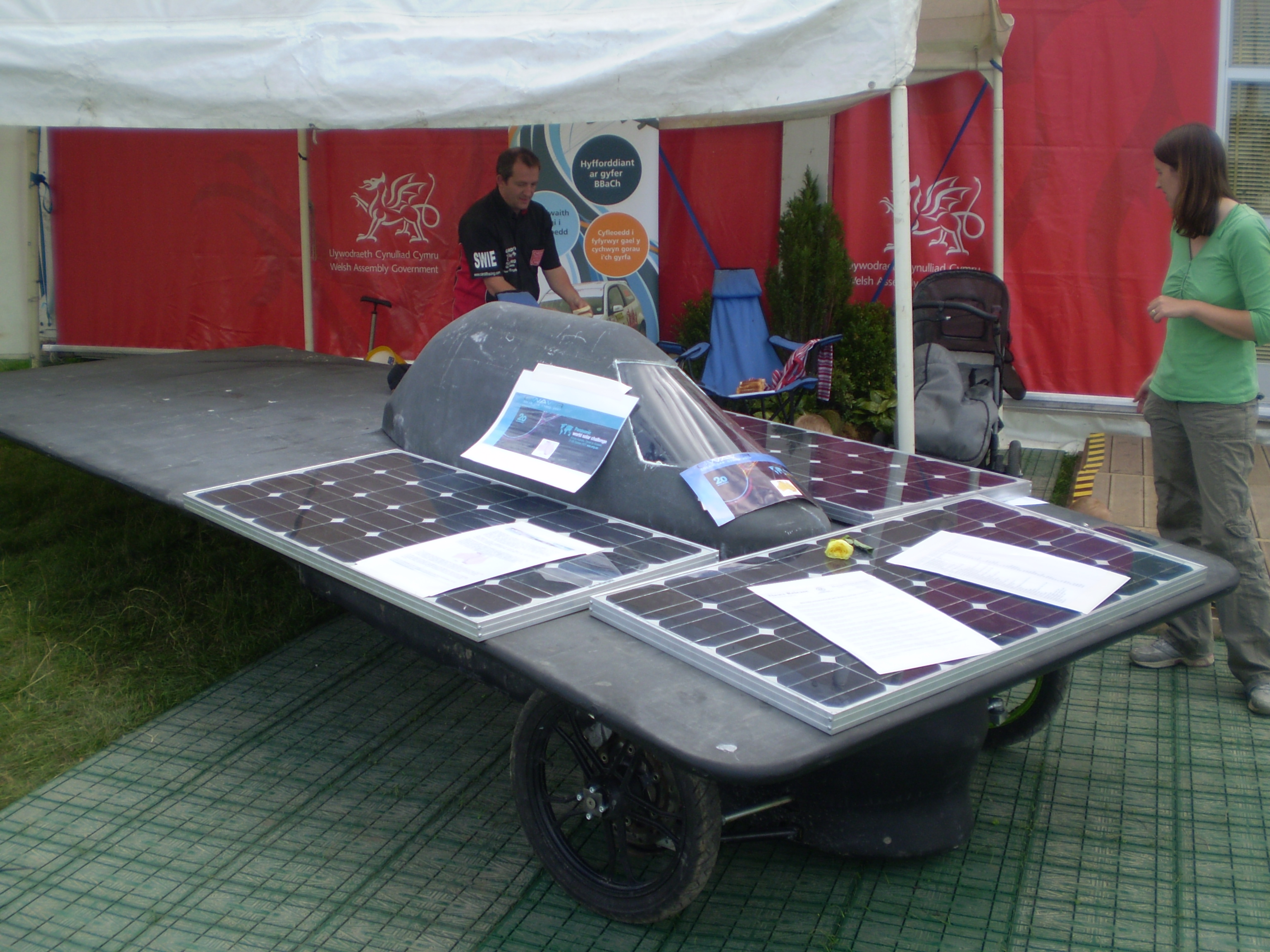
مسابقة داروين أديلايد ترانس أستراليا في أكتوبر 2007، مثالاً على ما يمكن عرضه في ايستيدفود مايس (أرينا).

يقام مهرجان ايستيدفود الوطني تقليديًا في الأسبوع الأول من شهر أغسطس، وتقام جميع المسابقات باللغة الويلزية. ومع ذلك، فإن الإستعدادات باللغة اللاتينية مسموح بها وقد تم استخدام هذا بشكل مثير للجدل للسماح بالحفلات الموسيقية التي تضم عازفين منفردًا دوليًا.
يتم الإعلان رسميًا عن المكان قبل عام، وفي ذلك الوقت يتم نشر الموضوعات والنصوص الخاصة بالمسابقات. بدأ تنظيم الموقع قبل عام أو أكثر، والمواقع معروفة بشكل عام قبل عامين أو ثلاثة أعوام. سمح قانون ايستيدود لعام 1959 للسلطات المحلية بتقديم الدعم المالي للحدث. تقليديا مكان ايستيدفود يتناوب بين شمال وجنوب ويلز. قرار عقد كل من 2014 و 2015 ايستيدفود في جنوب ويلز كان يُنظر إليه على أنه مثير للجدل، من حين لآخر أقيم عيد الفود في إنجلترا، على الرغم من أن آخر مناسبة كانت في عام 1929.

## جوائز الشعر
أشهر الجوائز التي حصل عليها ايستيدفود هي تلك الخاصة بالشعر.
- رئاسة الشاعر
- تتويج الشاعر

## ألبوم العام باللغة الويلزية
في عام 2014، بدأ ايستيدفود بمنح ألبوم العام باللغة الويلزية خلال حدث مارس.
| السنة | الفائز                             |
| 2014  | الخير اللطيف - الشاعر الخالد       |
| 2015  | جوينو - اليوم الأخير               |
| ----- | ---------------------------------- |
| 2016  | حديقة الحيوان - تسونامي            |
| 2017  | نعمة - نعمة                        |
| 2018  | البرق - يكون سهلًا عندما تكون صغيرًا |
| 2020  | زجاج العاني - ميروريس              |

## أماكن ايستيدفود الوطنية
(الأماكن في إنجلترا)
- 1861 - أبيردار
- 1862 - كارنارفون
- 1863 - سوانزي
- 1864 - لاندودنو
- 1865 - ابيريستويث
- 1866 - تشيستر
- 1867 - كارمارثين
- 1868 - روثين
- 1869 - هوليويل
- 1870 - رايل
- 1871 - تاوين
- 1872 - تريمادوج
- 1873 - العفن
- 1874 - بانجور
- 1875 - Pwllheli
- 1876 - ريكسهام
- 1877 - كارنارفون
- 1878 - بيركينهيد
- 1879 - كونوي
- 1880 - كارنارفون
- 1881 - مرثير تيدفيل
- 1882 - دينبيغ
- 1883 - كارديف
- 1884 - ليفربول
- 1885 - أبيردار
- 1886 - كارنارفون
- 1887 - لندن رويال ألبرت هول
- 1888 - ريكسهام
- 1889 - بريكون
- 1890 - بانجور
- 1891 - سوانزي
- 1892 - رايل
- 1893 - بونتيبريد
- 1894 - كارنارفون
- 1895 - يانيلي
- 1896 - لاندودنو
- 1897 - نيوبورت
- 1898 - Blaenau Ffestiniog
- 1899 - كارديف
- 1900 - ليفربول
- 1901 - مرثير تيدفيل
- 1902 - بانجور
- 1903 - يانيلي
- 1904 - رايل
- 1905 - جبل الرماد
- 1906 - كارنارفون
- 1907 - سوانزي
- 1908 - لانجولين
- 1909 - لندن رويال ألبرت هول
- 1910 - خليج كولوين
- 1911 - كارمارثين
- 1912 - ريكسهام
- 1913 - أبيرجافيني
- 1914 - لم تعقد
- 1915 - بانجور
- 1916 - أبريستويث
- 1917 - بيركينهيد
- 1918 - نيث
- 1919 - كوروين
- 1920 - باري
- 1921 - كارنارفون
- 1922 - عمانفورد
- 1923 - العفن
- 1924 - بونتيبول
- 1925 - Pwllheli
- 1926 - سوانزي
- 1927 - هوليهيد
- 1928 - تريورشي
- 1929 - ليفربول
- 1930 - يانيلي
- 1931 - بانجور
- 1932 - أبرافون
- 1933 - ريكسهام
- 1934 - نيث
- 1935 - كارنارفون
- 1936 - Fishguard
- 1937 - ماتشينليث
- 1938 - كارديف
- 1939 - دينبيغ
- 1940 - جبل الرماد، راديو Eisteddfod
- 1941 - أولد كولوين
- 1942 - كارديجان
- 1943 - بانجور
- 1944 - لانديبي
- 1945 - Rhosllannerchrugog
- 1946 - جبل الرماد
- 1947 - خليج كولوين
- 1948 - بريدجند
- 1949 - دولجيلاو
- 1950 - كيرفيلي
- 1951 - لانروست
- 1952 - أبيريستويث
- 1953 - رايل
- 1954 - Ystradgynlais
- 1955 - Pwllheli
- 1956 - أبيردار
- 1957 - لانجفني
- 1958 - إيبو فالي
- 1959 - كارنارفون
- 1960 - كارديف
- 1961 - Rhosllannerchrugog
- 1962 - يانيلي
- 1963 - لاندودنو
- 1964 - سوانزي
- 1965 - نيوتاون
- 1966 - أبرافون
- 1967 - بالا
- 1968 - باري
- 1969 - فلينت
- 1970 - عمانفورد
- 1971 - بانجور
- 1972 - هافرفوردويست
- 1973 - روثين
- 1974 كارمارثين
- 1975 - كريسيث
- 1976 - كارديجان
- 1977 - ريكسهام
- 1978 - كارديف
- 1979 - كارنارفون
- 1980 - جويرتون - وادي الألوان
- 1981 - ماتشينليث
- 1982 - سوانزي
- 1983 - لانجفني
- 1984 - لامبيتر
- 1985 - رايل
- 1986 - Fishguard
- 1987 - بورثمادوغ
- 1988 - نيوبورت
- 1989 - لانروست
- 1990 - Rhymney Valley
- 1991 - العفن
- 1992 - ابيريستويث
- 1993 - بيلث ويلز
- 1994 - نيث
- 1995 - أبيرجيل
- 1996 - لانديلو (فيرفاتش).
- 1997 - بالا
- 1998 - بريدجند (بينكويد)
- 1999 - أنجليسي (لانبيدرجوتش)
- 2000 - يانيلي
- 2001 - دينبيغ
- 2002 - سانت ديفيد
- 2003 - Meifod بالقرب من ويلشبول
- 2004 - نيوبورت
- 2005 - عقار فاينول، بالقرب من بانجور
- 2006 سوانسي (فيليندر)
- 2007 - العفن
- 2008 - كارديف
- 2009 - بالا
- 2010 - إيبو فالي[22][26][5]
- 2011 ريكسهام[22]
- 2012- لاندو، فيل أوف جلامورجان[22]
- 2013 دينبيغ[22]
- 2014 - يانيلي
- 2015 - Meifod بالقرب من ويلشبول
- 2016 - أبيرجافيني
- 2017 - بوديرن، أنجلسي
- 2018 كارديف (خليج كارديف)
- 2019 - لانروست
- 2020 - لم تعقد / مؤجلة[5]
- 2021 - لم تعقد / مؤجلة[27]
- 2022 - تريغارون
- 2023 - بودوان
- 2024 - روندا سينون تاف

## روابط خارجية
- الموقع الرسمي (باللغة الإنجليزية)
- الموقع الرسمي (باللغة الويلزية)